# Chinese Opium Den
Chinese Opium Den – amerykański niemy film z 1894 roku. Zachował się tylko jeden jego kadr.